# Teucholabis (Teucholabis) elissa
Teucholabis (Teucholabis) elissa is een tweevleugelige uit de familie steltmuggen (Limoniidae). De soort komt voor in het Neotropisch gebied.